# SN 2010fn
SN 2010fn – supernowa typu Ia odkryta 6 czerwca 2010 roku w galaktyce A161815+5523. W momencie odkrycia miała maksymalną jasność 21,90m.